# Гринејкерс (Вашингтон)
Гринејкерс (енгл. Greenacres) град је у америчкој савезној држави Вашингтон.

## Демографија
По попису из 2000. године број становника је 5.158.
| Група             | 2000.         | 2010.    |
| Белци             | 4.817 (93,4%) | 0 (0,0%) |
| Афроамериканци    | 24 (0,5%)     | 0 (0,0%) |
| Азијати           | 37 (0,7%)     | 0 (0,0%) |
| Хиспаноамериканци | 127 (2,5%)    | 0 (0,0%) |
| Укупно            | 5.158         | 0        |